# San Camillo de Lellis (församling)
San Camillo de Lellis är en församling i Roms stift.
Till församlingen San Camillo de Lellis hör följande kyrkobyggnader:
- San Camillo de Lellis
- San Basilio agli Orti Sallustiani
- San Nicola da Tolentino agli Orti Sallustiani
- San Patrizio a Villa Ludovisi
- Santa Maria della Vittoria
- Santa Maria Immacolata in Via Veneto
- Santa Susanna alle Terme di Diocleziano
- Sacro Cuore di Gesù a Via Piave
- San Pietro Canisio agli Orti Sallustiani
- Santa Maria Regina dei Minori
- Santissimo Redentore e Santa Francesca Saverio Cabrini
- Corpus Christi